# Matheus Carvalho
Matheus Thiago de Carvalho (Niterói, 11 maart 1992) is een Braziliaans voetballer die doorgaans als aanvaller speelt.

## Clubcarrière
Matheus Carvalho is afkomstig uit de jeugdopleiding van Fluminense. Op 29 mei 2011 debuteerde hij in de Braziliaanse Série A tegen Atlético Clube Goianiense. Op 16 juli 2011 scoorde hij zijn eerste doelpunt voor Fluminense in de competitiewedstrijd tegen Coritiba. In 2013 werd de spits uitgeleend aan Joinville. Op 31 januari 2015 werd bekend dat Matheus Carvalho tot het eind van het seizoen wordt uitgeleend aan AS Monaco. Hij debuteerde voor zijn nieuwe club in de Coupe de France tegen Paris Saint-Germain. Op 20 februari 2015 debuteerde hij in de Ligue 1 in het uitduel tegen OGC Nice.